# Anticharis inflata
Anticharis inflata är en flenörtsväxtart som beskrevs av Marl. et Engl.. Anticharis inflata ingår i släktet Anticharis och familjen flenörtsväxter. Inga underarter finns listade i Catalogue of Life.